# نقاش عثمان
نقّاش عثمان (گاهی اوقات به نام عثمان نگار گر ثبت شده‌است. ) رئیس نقّاشخانهٔ امپراتوری عثمانی در نیمهٔ دوم قرن شانزدهم بود. تاریخ تولد و مرگ او دقیقاً مشخص نشده‌است اما بسیاری از آثار او مورخ به ربع آخر قرن شانزدهم است.
قدیمی‌ترین اثر شناخته شده از نقاش عثمان مربوط به بین سال‌های ۱۵۶۰ و ۱۵۷۰ برای یک ترجمه ترکی از حماسهٔ ایرانی به نام شاهنامه سرودهٔ فردوسی است. او رئیس نقاشان چند تاریخ رسمی نوشته شده توسط سید لقمان در دوره مراد سوم است از آن جمله ظفرنامه، شاهنامهٔ سلیم خان و شهنشاهنامه را می‌توان نام برد. در سال ۱۵۸۲ او در کتاب سعادت راجع به نجوم تصویرگری کرد و در حدود ۱۵۸۵ او یکی از تصویرگران سیرنبی، حماسه ای از زندگی محمد، بود در حدود ۱۳۸۸ نوشته شده بود.

## سبک

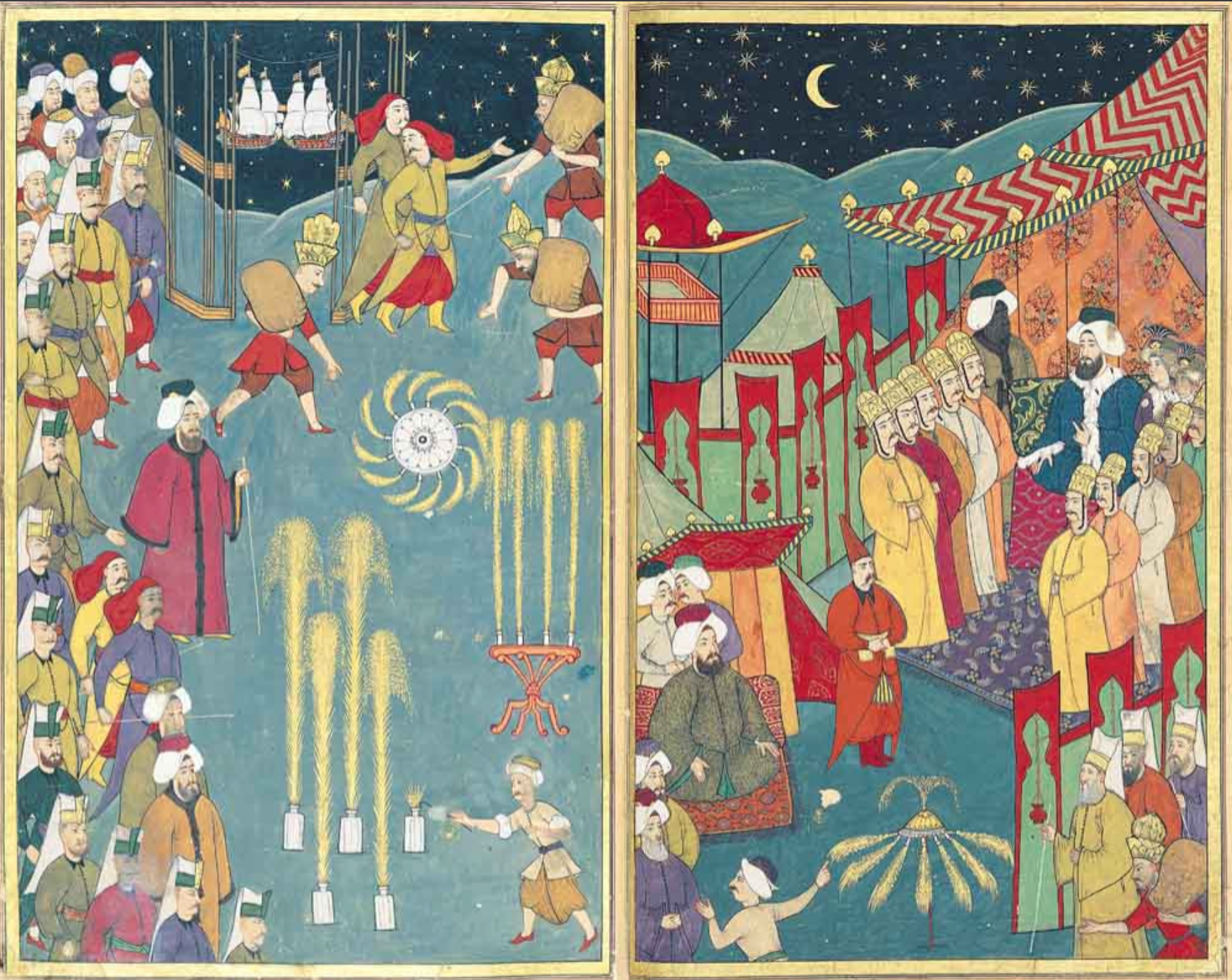
مینیاتورهایی از "سورنامه همایون" که آتش بازی در حال پرتاب را نشان می دهد.

سبک عثمان به عنوان «ساده و در عین حال باهوش» توصیف شده‌است. تصاویر او، توجه دقیق به جزئیات بسیار ریز، به شکل واقعگرا را نشان می‌دهند.
پرتره‌های عثمان نسبت به کسانی که قبل از او هنرمند درباری بوده‌اند، به نمایش احساسات بیشتر متمایل هستند. به عنوان مثال در داستان رستم و سهراب، تا زمان نقاش عثمان، شخصیت‌ها همیشه به یک شکل به تصویر کشیده می‌شدند، «دور از هم و ثابت و به ندرت نمایشی از احساسات در بدن یا صورت» در حالی که در کار عثمان ظاهر سهراب «سقوطی با اندوه و حیرت» را از قتل پسر توسط پدر را نشان می‌دهد.
کار او نسل بعدی نقاشان در امپراتوری عثمانی را تحت تأثیر قرار داد، به طوری که آثار مهم این دوره برگرفته از سبک اوست.

## در ادبیات
کتاب نام من سرخ، نوشته اورهان پاموک، برندهٔ جایزهٔ نوبل، راجع به استاد عثمان و کارگاه نقاشی‌اش است. در این داستان عثمان به تقلید از نگارگر افسانه‌ای، بهزاد، خود را با سوزن کور می‌کند. در این رمان مرگ عثمان نشان‌دهندهٔ پایان نگارگری عثمانی و روی آوردن هنرمندان به هنر غرب است.

## آثار

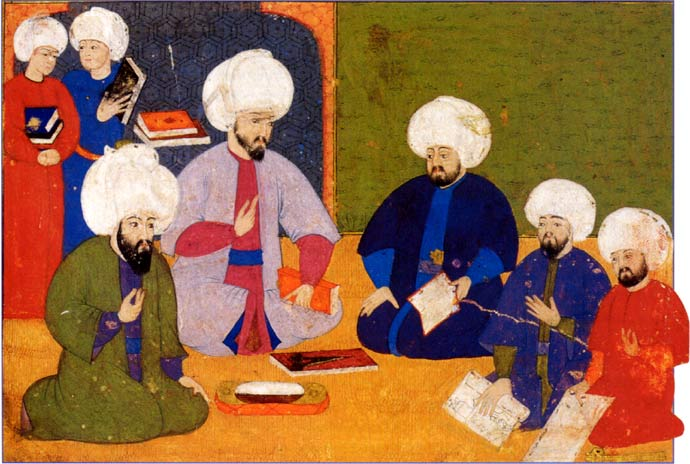
مجمع برای شاهنامهٔ سلیم خان با حضور دانشمندان، شمس الدین احمد قره باغی، سید لقمان، الیاس کاتب و نقاشان عثمان و علی (۱۵۷۱-۸۱)
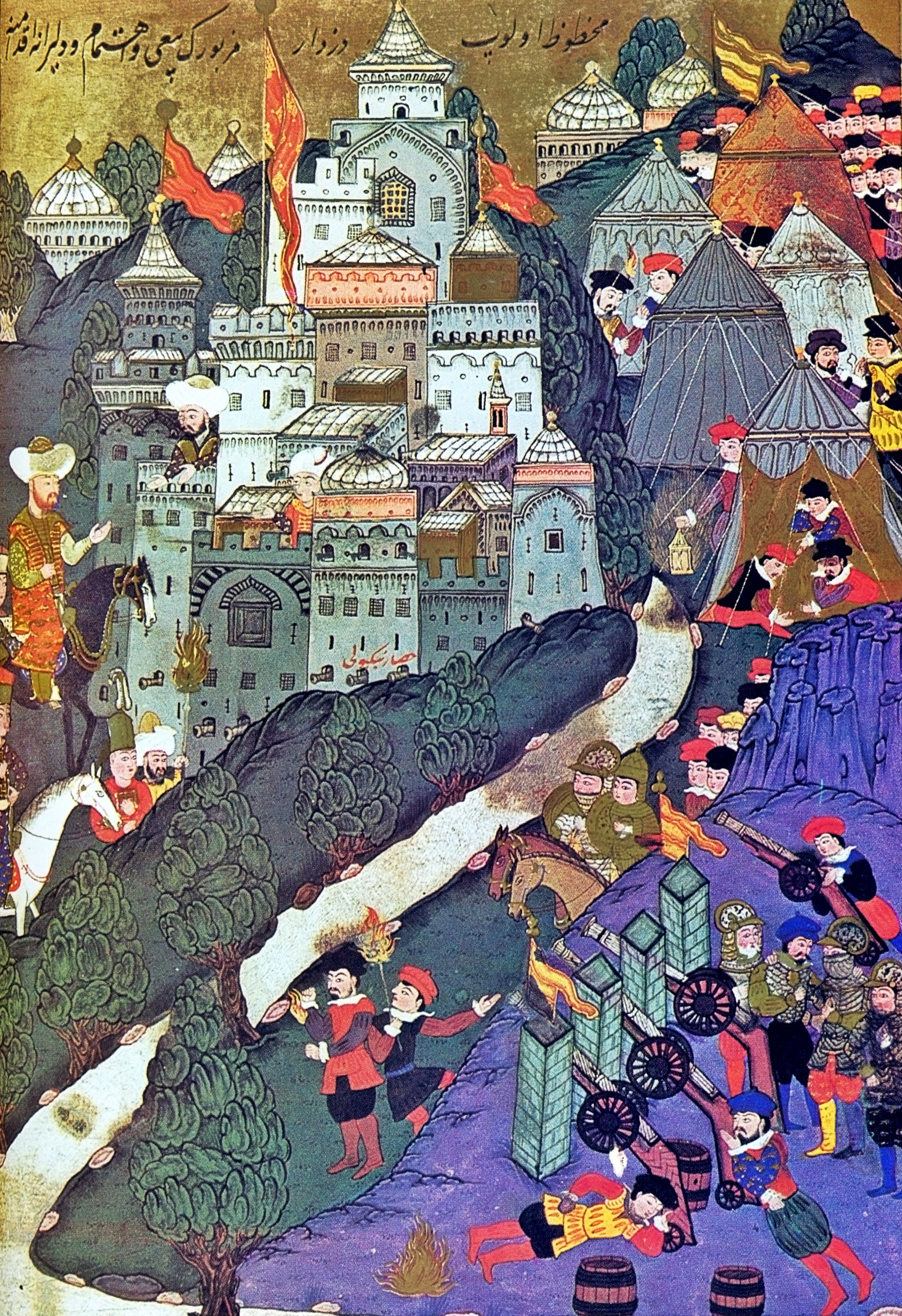
نبرد نیکوپولیس ۱۵۸۴
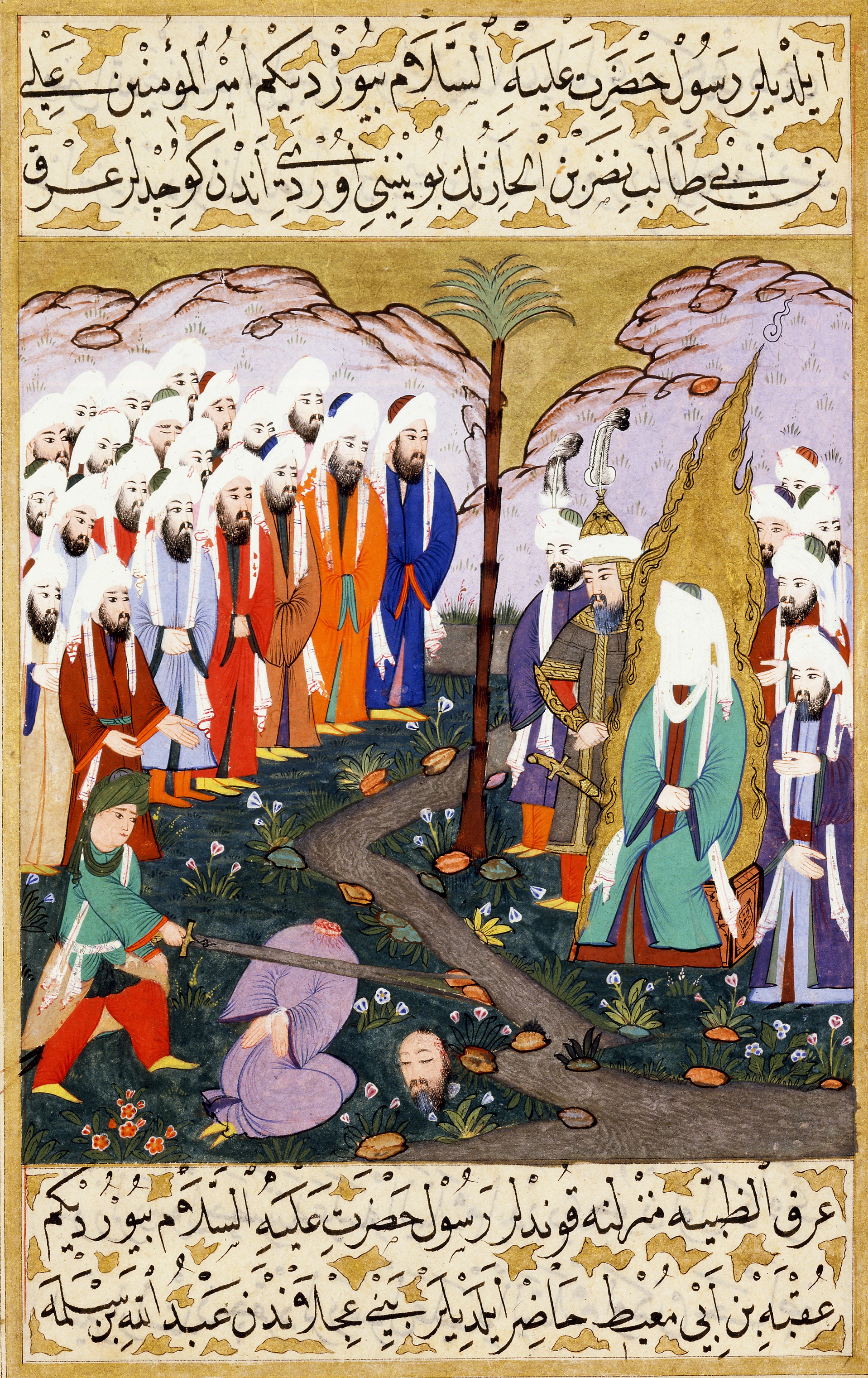
علی سر نضر بن حارث را در برابر محمد، از تن جدا می‌کند. از سیر نبی، مراد سوم، ۱۵۹۵
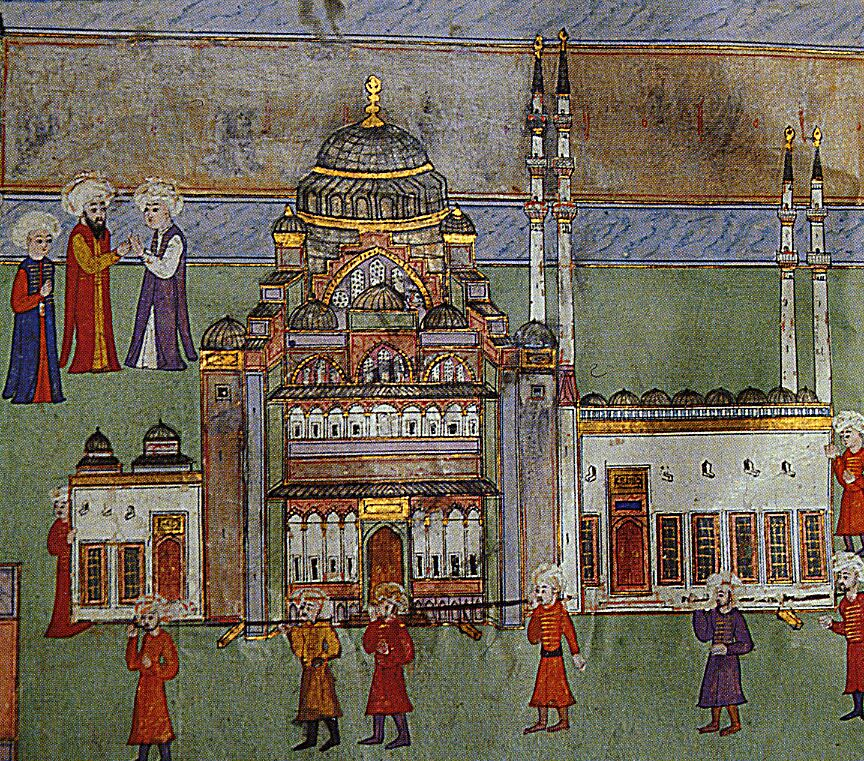
بردن ماکت مسجد سلیمانیه از کتاب سورنامهٔ همایون
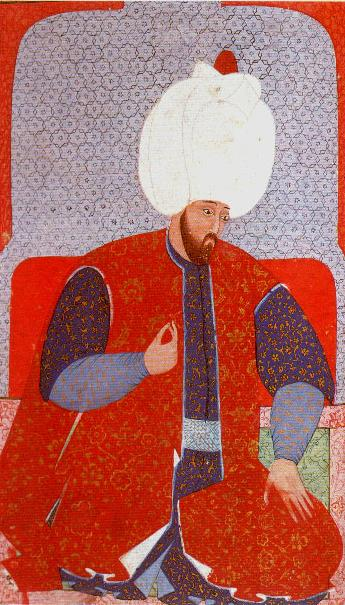
پرتره سلیمان قانونی
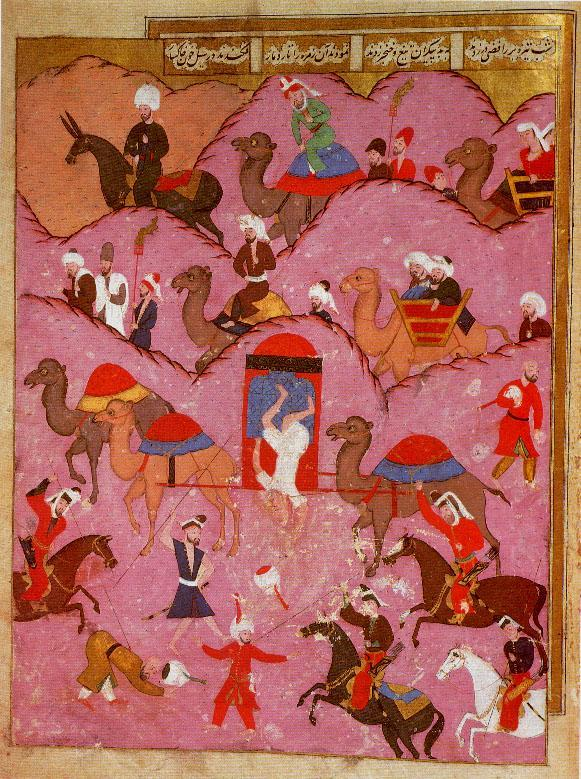
قتل معصوم خان، سفیر شاه تهماسب صفوی در حجاز توسط یک مرد بادیه‌نشین از کتاب شاهنامهٔ سلیم خان
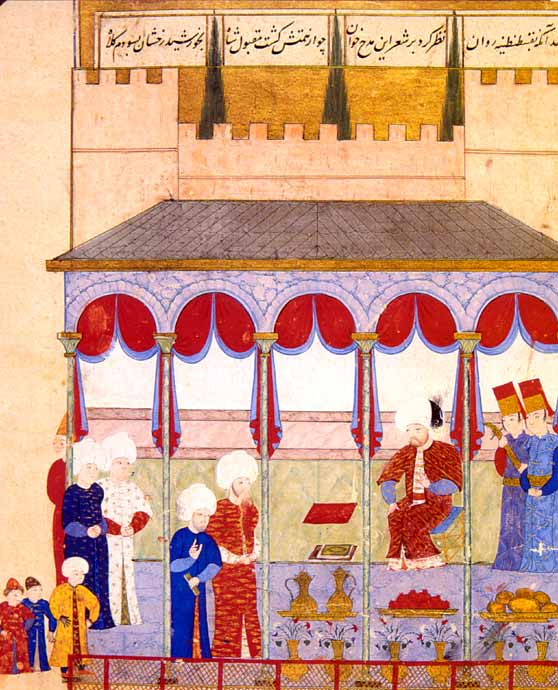
دیدار سلطان سلیم دوم با سوکلو محمد پاشا و سید لقمان از شاهنامهٔ سلیم خان
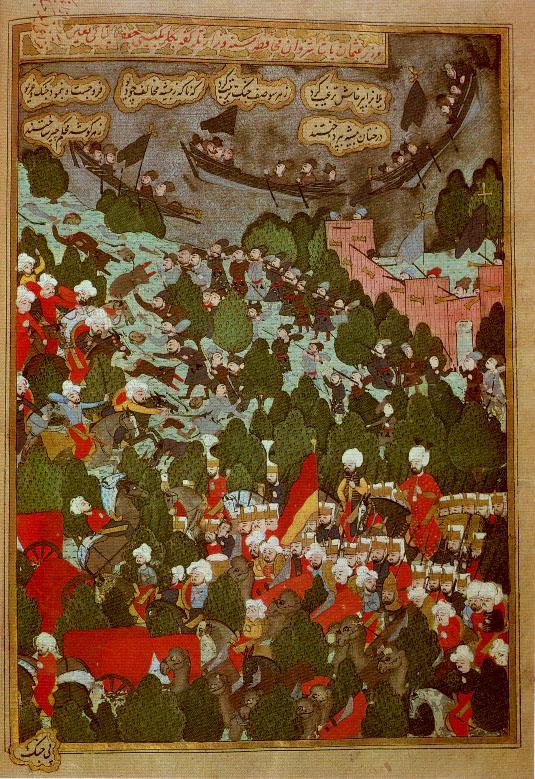
عثمان پاشا و جعفر پاشا، حاکم شیروان در جنگ بت قزاق‌ها در شهنشاهنامه،۱۵۹۷-۱۵۹۸